# Golden Ten
Golden Ten was een kansspel dat vanaf de jaren 1980 tot en met 2002 in Nederland gespeeld werd.
Het spel leek sterk op roulette, maar werd gepresenteerd als een behendigheidsspel, waardoor het buiten de Wet op de kansspelen zou vallen en buiten de staatscasino's van Holland Casino gespeeld zou mogen worden. Door te kijken hoe het balletje richting het winnende vakje rolt zou voorspeld kunnen worden op welk nummer het zou vallen. In 1985 waren er rond de 150 locaties waar het spel werd gespeeld. Daardoor was Golden Ten een geduchte concurrent voor Holland Casino.
Jarenlang zijn er diverse rechtszaken gevoerd om Golden Ten tot kansspel te bestempelen, maar hiermee behaalde justitie weinig resultaten. Uiteindelijk is het spel in 1991 door de Hoge Raad tot kansspel bestempeld, waarmee het spel illegaal werd. Daarna duurde het nog tot 2002 voordat alle Golden Ten-casino's gesloten waren.